# Front de libération du Dhofar
Le Front de libération du Dhofar (FLD ; en arabe : جبهة تحرير ظفار) était un front communiste fondé dans le but de créer un État séparatiste dans le Dhofar, la province méridionale d'Oman, qui partageait une frontière avec le Yémen du Sud.
Le FLD a été créé par des jeunes communistes (marxistes-léninistes) à Salalah en 1965. Leur objectif principal était d'obtenir des fonds pour le développement de la région et aussi de mettre fin au règne du sultan de Mascate et d'Oman (Saïd ibn Taïmour).
Les deux personnages dirigeants au cœur de la courte histoire du Front étaient Musallam bin Nufl et Youssef bin Alawi bin Abdullah,.
Soutenus par le Yémen du Sud, ils ont mené une insurrection de 12 ans contre les forces armées du sultan de Mascate et Oman. L'armée du sultanat, soutenue par l'Iran et le Royaume-Uni, a réussi à repousser le FLD et à pousser ses forces vers la frontière avec le Yémen et les montagnes en 1976.